# Erica quadrisulcata
Erica quadrisulcata är en ljungväxtart som beskrevs av Harriet Margaret Louisa Bolus. Erica quadrisulcata ingår i släktet klockljungssläktet, och familjen ljungväxter. Inga underarter finns listade i Catalogue of Life.